# Sam the Sham
Sam the Sham, pseudonimo di Domingo Samudio (Dallas, 6 marzo 1937), è un cantante statunitense.

## Carriera
È noto per il suo stile camp con turbante e per trasportare la sua attrezzatura con un carro funebre Packard del 1952 con tende di velluto. 
Come frontman ha lavorato nel gruppo Pharaohs. Questo gruppo è stato formato a Dallas nel 1961 e aveva un nome ispirato ai costumi e ai personaggi del film I dieci comandamenti. Gli altri membri del gruppo erano Carl Miedke, Russell Fowler, Omar "Big Man” Lopez e Vincent Lopez. Il gruppo ha pubblicato tra gli altri i brani Wooly Bully (1965) e Li'l Red Riding Hood (1966), canzoni che raggiunsero entrambe la posizione numero 2 della classifica Billboard Hot 100.
Nel 1971 ha pubblicato da solista l'album Sam, Hard and Heavy, che ha vinto il Grammy Award nel 1972 nella categoria "Best Album Notes".
Ha collaborato alla colonna sonora del film Frontiera (The Border), uscito nel 1982, insieme a Ry Cooder.
Dopo aver lasciato il mondo della musica, ha vissuto in Messico.

## Discografia parziale
Album
- 1965 - Wooly Bully (come Sam the Sham and the Pharaohs)
- 1965 - Their Second Album (come Sam the Sham and the Pharaohs)
- 1966 - On Tour (come Sam the Sham and the Pharaohs)
- 1966 - Li'l Red Riding Hood (come Sam the Sham and the Pharaohs)
- 1968 - Ten of Pentacles (come Sam the Sham)
- 1971 - Sam, Hard and Heavy (come Sam Samudio)